# Белокорем рибояд
Белокорем рибояд (Sula leucogaster) е вид птица от семейство Sulidae.

## Разпространение
Видът е разпространен в Американска Самоа, Ангуила, Антигуа и Барбуда, Аржентина, Аруба, Австралия, Американските Вирджински острови, Бахамските острови, Барбадос, Белиз, Бонер, Синт Еустациус, Саба, Бразилия, Британска индоокеанска територия, Бруней, Британските Вирджински острови, Вануату, Венецуела, Виетнам, Габон, Гренада, Гваделупа, Гуам, Гватемала, Гвинея, Гвинея-Бисау, Гвиана, Джибути, Доминика, Доминиканската република, Еквадор, Египет, Екваториална Гвинея, Еритрея, Индия, Индонезия, Израел, Източен Тимор, Йордания, Йемен, Канада, Кабо Верде, Кайманови острови, Китай, Кокосови острови, Колумбия, Коморските острови, Коста Рика, Куба, Кюрасао, Кения, Кирибати, Либерия, Мадагаскар, Малайзия, Малдивите, Маршалови острови, Мартиника, Мавритания, Майот, Мексико, Микронезия, Монсерат, Мианмар, Малки далечни острови на САЩ, Науру, Нова Каледония, Никарагуа, Нигерия, Остров Рождество, Острови Кук, Оман, Палау, Панама, Пуерто Рико, Салвадор, Северни Мариански острови, Света Елена, Възнесение, Тристан да Куня, Сейнт Китс и Невис, Сейнт Лусия, Сен Мартен, Сейнт Винсент и Гренадини, Самоа, Сао Томе и Принсипи, Саудитска Арабия, Сейшелите, Сингапур, Соломоновите острови, Сомалия, Судан, Суринам, САЩ, Тайланд, Тонга, Тринидад и Тобаго, Търкс и Кайкос, Уолис и Футуна, Фиджи, Френска Гвиана, Френска Полинезия, Филипините, Хаити, Хондурас, Шри Ланка, Ямайка и Япония.